# SEAS-NVE Elmuseum
Seas-NVE Elmuseum er et teknisk museum, der ligger i Haslev på Sydsjælland, der udstiller historiske elektriske apparater i form af husholdningsredskaber, hårde hvidevarer, fjernsyn, radioer, måleinstrumenter samt en samling af billeder og tekniske tidsskrifter. Museet indeholder også en udstilling om overvågning og vedligeholdelse af elnettet.
Museet blev grundlagt i 1978 af en gruppe medarbejdere hos SEAS, og det er landets første elmuseum. Museet er indrettet i SEAS-NVE's bygninger i Haslev og drives af frivillige.